# Roswellia acrisione
Roswellia acrisione is een vlinder uit de familie Nymphalidae. De wetenschappelijke naam van de soort is, als Athesis acrisione, voor het eerst geldig gepubliceerd in 1869 door William Chapman Hewitson.